# Chris Brasher
Christopher (Chris) William Brasher CBE (Georgetown (Guyana), 21 augustus 1928 – Chaddleworth (Berkshire), 28 februari 2003) was een Brits atleet en sportjournalist, en medeoprichter van de marathon van Londen.

## Loopbaan
In 1954 was Brasher de gangmaker voor Roger Bannister, toen deze de eerste mijl onder de vier minuten liep in Iffley Road Stadium in Oxford. Twee jaar later tijdens de Olympische Spelen in Melbourne won Brasher de 3000 m steeplechase in een tijd van 8.41,35, maar hij werd in eerste instantie gediskwalificeerd wegens hinderen. In de voorlaatste ronde was hij even met twee andere lopers, Ernst Larsen uit Noorwegen en Sandor Rozsnyoi uit Hongarije in de klit geraakt, waarbij van weerskanten werd geduwd. Voor de laatste bocht kwam Brasher opnieuw in botsing met dit tweetal. Met zijn ellebogen spleet hij het koppel uiteen en glipte weg, naar een even onverwachte als afgetekende triomf. Twaalf minuten later werd Brasher gediskwalificeerd en Rozsnyoi werd tot winnaar verklaard. De Britse ploegleider Crump, die de jury vervolgens bombardeerde met verwijten en protesten, kreeg onverwacht bijval van Larsen en Rozsnyoi. Beiden verklaarden, dat gesjor en getrek nu eenmaal bij dit nummer hoorden. Na drie uur vergaderen werd de diskwalificatie door de jury ingetrokken en werd Brasher in ere hersteld als de winnaar van de gouden medaille.
Brasher was een student aan de Duke of York's Royal Military School en studeerde later af aan St John's College, een deelcollege van de Universiteit van Cambridge. Hij had een indrukwekkende carrière in de journalistiek als sportredacteur voor The Observer en als reporter voor het televisieprogramma Tonight van de BBC.
Chris Brasher was een van de pioniers van oriëntatielopen in Groot-Brittannië en heeft de eerste publieke vernoeming van de sport in een artikel in The Observer in 1957 op zijn naam staan:
Ik heb net, voor de eerste maal, meegedaan aan een van de beste sporten in wereld. Het is moeilijk om het een naam te geven. In Noorwegen noemen ze het 'orientation'...
In 1978 ontwierp hij de vernieuwende Brasher-laars, een wandellaars met het comfort van een hardloopschoen.
Brasher, die getrouwd was met tenniskampioene Shirley Bloomer, werd in 1996 bekroond met de Orde van het Britse Rijk.
Hij overleed in zijn huis in Chaddleworth, Berkshire, na een ziekbed van een paar maanden, en werd begraven in Petersham, Londen.

## Titels
- Olympisch kampioen 3000 m steeplechase - 1956

## Persoonlijke records
| Onderdeel      | Prestatie                     | Datum            | Plaats    |
| -------------- | ----------------------------- | ---------------- | --------- |
| 1500 m         | 3.53,6                        | 1954             |           |
| 1 Eng. mijl    | 4.06,8                        | 1955             |           |
| 3000 m         | 8.15,4                        | 1955             |           |
| 2 Eng. mijl    | 8.45,6                        | 14 november 1956 |           |
| 3000 m steeple | 8.41,35 (ex-OR; ex nat. rec.) | 29 november 1956 | Melbourne |

## Palmares

### 1500 m
- 1951:  Universiade - 3.54,0

### 5000 m
- 1951:  Universiade - 15.07,6

### 3000 m steeplechase
- 1952: 11e OS - 9.14,0 (in serie 9.03,18)
- 1956:  OS - 8.41,35

1920: Percy Hodge ·
1924: Ville Ritola ·
1928: Toivo Loukola ·
1932: Volmari Iso-Hollo ·
1936: Volmari Iso-Hollo ·
1948: Tore Sjöstrand ·
1952: Horace Ashenfelter ·
1956: Chris Brasher ·
1960: Zdzisław Krzyszkowiak ·
1964: Gaston Roelants ·
1968: Amos Biwott ·
1972: Kipchoge Keino ·
1976: Anders Gärderud ·
1980: Bronisław Malinowski ·
1984: Julius Korir ·
1988: Julius Kariuki ·
1992: Matthew Birir ·
1996: Joseph Keter ·
2000: Reuben Kosgei ·
2004: Ezekiel Kemboi ·
2008: Brimin Kipruto ·
2012: Ezekiel Kemboi ·
2016: Conseslus Kipruto ·
2020: Soufiane El Bakkali ·
2024: Soufiane El Bakkali
- World Athletics: 14348980
- International Standard Name Identifier: 0000 0003 9801 8964
- Library of Congress Control Number: nb2012028105
- Nederlandse Thesaurus van Auteursnamen: 068487509
- Système universitaire de documentation: 250386909
- Trove: 795578
- Virtual International Authority File: 91271091
- WorldCat: E39PBJpPG9hJr4yJjrg8QHgHYP